# Bayside Canadian Railway
Die Bayside Canadian Railway (BCR) war eine kurze 30 Meter lange in Kanada zugelassene Eisenbahnstrecke für den Güterverkehr am Hafen der Gemeinde Saint Croix Parish im Ortsteil Bayside in New Brunswick (Kanada). Die Adresse des Hafens lautet 121 Champlain Drive. Die isolierte Eisenbahnstrecke bestand aus einem einzigen Normalspurgleisstück von etwa 61 m Länge mit einem Prellbock an einem Ende und einer Verladerampe am anderen Ende.
Der einzige bekannt gewordene Zweck bestand vermeintlich darin, als kanadische Eisenbahn aufzutreten. Dadurch sollte eine scheinbare Lücke im US-Bundesgesetz Jones Act genutzt werden, der normalerweise den Einsatz von Schiffen unter ausländischer Flagge im Schiffsverkehr zwischen zwei US-Häfen verbietet. Die extrem kurze Bahnstrecke bestand von 2012 bis April 2023.

## Geschichte
Die Reedereien Kloosterboer International und Alaska Reefer Management von der American Seafoods Company transportierten mit Schiffen gefrorenen Seelachs von Dutch Harbor (Alaska) über den Panamakanal an die Ostküste der Vereinigten Staaten.
Der Jones Act schreibt den Einsatz von Schiffen unter US-Flagge vor, wenn der Transport zwischen zwei US-Häfen erfolgt. Es gibt aber eine Ausnahme, den, so genannten dritten Vorbehalt, wenn ein Teil der Strecke über kanadische Eisenbahnlinien verläuft. Die American Seafoods Company transportiert aus Kostengründen seit Jahren den Seelachs mit Schiffen unter ausländischer Flagge. Bis zum Jahr 2012 wurde eine 48 km lange Strecke mit der New Brunswick Southern Railway, die 1994 gegründet wurde, befahren.
Durch die Gründung der Bayside Canadian Railway im Jahr 2012 konnte man den Einsatz der Lastwagen vermeintlich noch kosteneffizienter gestalten. Der Fisch wurde nun bei der Ankunft in Bayside auf Lastwagen umgeladen, die einzeln über eine Laderampe auf zwei Tiefladerwagen für den Transport auf der 30 Meter langen Strecke gefahren wurden. Ein Lokotraktor fuhr die Wagen dann zum anderen Ende der Bahnstrecke und zurück zur Laderampe. Von dort fuhr der Lastwagen direkt über Calais (Maine) und importierte den Fisch in die Vereinigten Staaten.
Am 16. August 2021 drohte die US-amerikanische Zoll- und Grenzschutzbehörde (CBP) der American Seafoods Company wegen vermeintlicher Verstöße gegen das Jones-Gesetz Strafen in Höhe von 350 Millionen Dollar an. Grundlage der Androhung war, dass die Bayside Canadian Railway keine "Durchgangsroute" sei und die Ausnahme aus dem Jones Act daher nicht gelte.
Das Unternehmen klagte vor einem Bundesgericht mit dem Argument, dass eine erschwingliche Versorgung mit Seelachs für Schulmahlzeiten anders nicht möglich ist. Die Fortsetzung der derzeitigen Praxis wurde bis zum Abschluss des Verfahrens weiterhin erlaubt.
Eine der Reedereien, die Kloosterboer International importiert nun seit dem 19. August 2021 Importfisch aus Russland.
Das US-Bezirksgericht für den Bezirk Alaska entschied im Jahr 2022, dass die Nutzung der Bayside Canadian Railway nicht mit den Regelungen des Jones Act übereinstimmt. (allerdings wurde auch die von der CBP verhängte Geldstrafe aufgehoben). Die American Seafoods Company demontierte die Eisenbahn, da sie nicht mehr zur Einhaltung der Bestimmungen des Jones Act diente.